# Oxyvinia excisa
Oxyvinia excisa är en tvåvingeart som först beskrevs av Guilherme A.M.Lopes 1950.  Oxyvinia excisa ingår i släktet Oxyvinia och familjen köttflugor. Inga underarter finns listade i Catalogue of Life.